# Michael Langham
Michael Seymour Langham (22 de agosto de 1919 – 15 de enero de 2011) fue un director de teatro y actor británico que hizo carrera principalmente entre Canadá y los Estados Unidos.

## Biografía
Langham estudió en el Radley College y posteriormente fue a la Universidad de Londres antes de alistarse en el ejército en 1939. Después de ser cinco años prisionero de guerra, Langham puso su mirada en el teatro y dirigió varios teatros de repertorio del Reino Unido como Coventry (1946–1948), Birmingham (1948–1950) y Glasgow (1953–1954).
Langham fue ayudante del director artístico en el Festival de Stratford en Canadá de 1956 a 1967, y dirigió 38 producciones en 53 años en Stratford. Fue el tercer director artístico del Guthrie Theater de 1971 a 1977. También fue director del Juilliard School de 1979 a 1982, y nuevamente de 1987 a 1992. En 1995 dirigió dos obras para la jornada inaugural del Atlantic Theatre Festival de Wolfville, Nueva Escocia.
Langham se casó con la actriz Helen Burns. Su hijo es el actor y escritor Chris Langham.

## Video clips
- Interview for TheatreMuseumCanada en YouTube.
- Entrevista con Stratford Festival costumer Cynthia MacLennan on working with Langham.